# Fußball-Brandenburgliga
Die Brandenburgliga ist die höchste Liga auf dem Gebiet des Fußballverbandes des Landes Brandenburg. Mit der Umstrukturierung des deutschen Fußballs zur Saison 2008/09 und der damit verbundenen Einführung der 3. Liga, gehört die Brandenburgliga zu der sechsthöchsten Spielklasse. Der Meister steigt direkt in die Oberliga Nordost auf.

## Geschichte
Die heutige Brandenburgliga wurde 1990 als Landesliga Brandenburg gegründet. Bei ihrer Einführung wurde die Landesliga die dritthöchste Liga hinter der ersten und zweiten Bundesliga. Die Landesliga Brandenburg setzte sich, in ihrer ersten Saison, aus den vier bestplatzierten Teams der Bezirksligen Potsdam, Cottbus und Frankfurt/Oder sowie einem Absteiger aus der damaligen DDR-Liga Staffel A zusammen. Erster offizieller Landesmeister wurde der FSV PCK Schwedt/Oder und stieg somit in die neu gegründete Oberliga Nordost auf.
Zur Saison 1991/92 wurde sie, auf Grund der Einführung der Oberliga Nordost, nur noch als vierthöchste Liga geführt. Ab der Saison 1993/94 wurde sie in Verbandsliga Brandenburg umbenannt und im darauf folgenden Jahr, mit der Einführung der Regionalliga, zur fünfthöchsten Spielklasse.
Mit der erneuten Umstrukturierung und der damit verbundenen Einführung der 3. Liga zur Saison 2008/09, trägt sie ihren jetzigen Namen und gehört zu den sechsthöchsten Spielklassen.
Die Saison 2019/20 wurde zum ersten Mal vorzeitig, ohne einen Meister sowie Absteiger, beendet. Diese Entscheidung wurde in der Vorstandskonferenz am 11. Mai 2020 vom Fußball-Landesverband Brandenburg beschlossen, auf Grund der vom Land Brandenburg erlassenen SARS-CoV-2 Eindämmungsverordnung.
Wie bereits im Vorjahr wurde auch die Saison 2020/21, aufgrund der COVID-19-Pandemie, vorzeitig abgebrochen. Diese Entscheidung wurde auf einer Sitzung des Krisenstabs am 24. März 2021 abgezeichnet. Der vorzeitige Abbruch trat mit sofortiger Wirkung in Kraft und galt für alle Alters- und Spielklassen des Verbandes und seiner Fußballkreise. Die Auf- und Abstiegsregelungen der Spielzeit 2020/2021 wurden außer Kraft gesetzt; es gab keine Auf- und Absteiger. Meister beziehungsweise Staffelsieger wurden nicht ermittelt. Die Spielklasseneinteilung der Saison 2021/22 erfolgte analog zur Saison 2020/21.

### Gründungsmitglieder der Landesliga Brandenburg
|  | SV Optik 90 Rathenow    |
|  | SV Falkensee-Finkenkrug |
|  | TuS Neuruppin           |
|  | TSV Chemie Premnitz     |

|  | FSV PCK Schwedt           |
|  | SV Stahl Finow            |
|  | SV Preußen Frankfurt/Oder |
|  | SG Müncheberg             |

|  | SV Empor Mühlberg       |
|  | ESV Lokomotive Cottbus  |
|  | TSG Lübbenau 63         |
|  | FC Rot-Weiß Elsterwerda |

|  | FSV Velten 1990 |

## Vereine

### Teilnehmende Vereine der Saison 2025/26
Die folgenden 16 Mannschaften bestreiten die Saison 2025/26 in der Brandenburgliga.
| Verein | Verein                              | Stadt/Stadtteil          | Vorsaison   | Erstmals Landesklassig | Landesklassig seit | Landes- meisterschaften |
| ------ | ----------------------------------- | ------------------------ | ----------- | ---------------------- | ------------------ | ----------------------- |
|        | SV 1908 Grün-Weiß Ahrensfelde       | Ahrensfelde              | Absteiger   | 2022                   | 2025               | 1                       |
|        | Ludwigsfelder FC                    | Ludwigsfelde             | Absteiger   | 1997                   | 2025               | 2                       |
|        | 1. FC Frankfurt                     | Frankfurt (Oder)         | Vizemeister | 1993                   | 2023               | 4                       |
|        | SV Blau-Weiß Petershagen-Eggersdorf | Petershagen/Eggersdorf   | 3.          | 2018                   | 2018               | 0                       |
|        | Oranienburger FC Eintracht 1901     | Oranienburg              | 4.          | 1991                   | 2013               | 1                       |
|        | TuS 1896 Sachsenhausen              | Sachsenhausen            | 5.          | 2008                   | 2008               | 1                       |
|        | SV Altlüdersdorf                    | Gransee (Altlüdersdorf)  | 6.          | 1999                   | 2024               | 1                       |
|        | SV Germania 90 Schöneiche           | Schöneiche               | 7.          | 1999                   | 2022               | 2                       |
|        | MSV Neuruppin                       | Neuruppin                | 8.          | 1990                   | 2023               | 1                       |
|        | Werderaner FC Viktoria 1920         | Werder (Havel)           | 9.          | 2011                   | 2011               | 0                       |
|        | Brandenburger SC Süd 05             | Brandenburg an der Havel | 10.         | 1990                   | 2022               | 1                       |
|        | FSV Union Fürstenwalde              | Fürstenwalde/Spree       | 11.         | 1991                   | 2024               | 1                       |
|        | TSG Einheit Bernau                  | Bernau                   | 12.         | 2016                   | 2016               | 0                       |
|        | BSC Preußen 07 Blankenfelde-Mahlow  | Blankenfelde-Mahlow      | 14.         | 2018                   | 2024               | 0                       |
|        | SC Eintracht Miersdorf/Zeuthen      | Zeuthen                  | Aufsteiger  | 2012                   | 2025               | 0                       |
|        | BSG Stahl Brandenburg               | Brandenburg an der Havel | Aufsteiger  | 1996                   | 2025               | 0                       |

## Ewige Tabelle der Brandenburgliga
Die „ewige“ Tabelle der Brandenburgliga umfasst alle Meisterschaftsergebnisse seit der Gründung der Brandenburgliga im Spieljahr 1990/91. Bislang wurden 35 Spieljahre durchgeführt, an denen 73 Vereine teilgenommen haben.
Die Wertung wird vom SV Falkensee-Finkenkrug (1.360 Punkte / 1,59 Punkte pro Spiel) angeführt. Dahinter folgen der 1. FC Frankfurt (1.214 Punkte / 1,76 Punkte pro Spiel) und der Oranienburger FC Eintracht 1901 (1096 Punkte / 1,42 Punkte pro Spiel).
Den besten Durchschnitt mit 2,34 Punkten pro Spiel weist aktuell der SV Babelsberg 03 auf.

## Zuschauer
Die Brandenburgliga kämpft seit Jahren mit sinkendem Zuschauerinteresse. Die unten aufgeführte Tabelle zeigt den Ligaschnitt der letzten Jahre und demonstriert die rückläufige Besucherentwicklung. In der Saison 2014/15 stiegen die Zuschauerzahlen wieder, nachdem in den Vorjahren die Besucherzahlen drastisch gesunken waren. Diese sanken allerdings in der darauffolgenden Saison erneut.
Den größten Schnitt weist seit Jahren die TuS 1896 Sachsenhausen, im ELGORA-Stadion, auf.
| Saison  | Zuschauer | Stadion mit höchster Besucherzahl                       | Gesamt |
| ------- | --------- | ------------------------------------------------------- | ------ |
| 2000/01 | 50.117    | Volksparkstadion (Märkischer SV 1919 Neuruppin)         | 8.928  |
| 2001/02 | 40.064    | Werner-Seelenbinder-Stadion (FSV 63 Luckenwalde)        | 4.720  |
| 2002/03 | 41.283    | Werner-Seelenbinder-Stadion (FSV 63 Luckenwalde)        | 4.410  |
| 2003/04 | 40.338    | Sportzentrum Steigemühle (TSV 1878 Schlieben)           | 5.705  |
| 2004/05 | 47.044    | Ernst-Thälmann-Stadion (FSV CM Veritas Wittenberge)     | 5.730  |
| 2005/06 | 49.261    | Werner-Seelenbinder-Stadion (FSV 63 Luckenwalde)        | 5.136  |
| 2006/07 | 41.900    | Werner-Seelenbinder-Stadion (FSV 63 Luckenwalde)        | 4.520  |
| 2007/08 | 42.540    | Sportplatz Leistikowstraße (SV Falkensee-Finkenkrug)    | 4.920  |
| 2008/09 | 44.267    | Werner-Seelenbinder-Stadion (FSV 63 Luckenwalde)        | 4.800  |
| 2009/10 | 40.664    | ELGORA-Stadion (TuS 1896 Sachsenhausen)                 | 4.125  |
| 2010/11 | 37.360    | Karl-Friedrich-Friesen-Stadion (FSV Union Fürstenwalde) | 5.796  |
| 2011/12 | 39.598    | ELGORA-Stadion (TuS 1896 Sachsenhausen)                 | 3.815  |
| 2012/13 | 38.406    | ELGORA-Stadion (TuS 1896 Sachsenhausen)                 | 3.844  |
| 2013/14 | 37.746    | ELGORA-Stadion (TuS 1896 Sachsenhausen)                 | 5.118  |
| 2014/15 | 40.110    | Stadion der Freundschaft (1. FC Frankfurt)              | 4.238  |
| 2015/16 | 34.471    | ELGORA-Stadion (TuS 1896 Sachsenhausen)                 | 3.339  |
| 2016/17 | 34.297    | ELGORA-Stadion (TuS 1896 Sachsenhausen)                 | 3.973  |
| 2017/18 | 32.582    | ELGORA-Stadion (TuS 1896 Sachsenhausen)                 | 3.527  |
| 2018/19 | 33.547    | ELGORA-Stadion (TuS 1896 Sachsenhausen)                 | 3.774  |
| 2019/20 | 19.302    | ELGORA-Stadion (TuS 1896 Sachsenhausen)                 | 2.101  |
| 2020/21 | 11.142    | ELGORA-Stadion (TuS 1896 Sachsenhausen)                 | 1.613  |
| 2021/22 | 31.475    | ELGORA-Stadion (TuS 1896 Sachsenhausen)                 | 3.570  |
| 2022/23 | 35.632    | ELGORA-Stadion (TuS 1896 Sachsenhausen)                 | 4.537  |
| 2023/24 | 40.991    | ELGORA-Stadion (TuS 1896 Sachsenhausen)                 | 3.922  |
| 2024/25 | 36.887    | Sportplatz an der Mühlenstraße ( SG Union Klosterfelde) | 4.235  |
| 2025/26 |           |                                                         |        |

## Landesmeistertitel
Der Erstplatzierte der Brandenburgliga zum Saisonende ist brandenburgischer Landesmeister und bekommt die Meistertrophäe durch den FLB überreicht. Zusätzlich steigt dieser in die übergeordnete Fußball-Oberliga Nordost auf.
In den bisher 35 Spielzeiten der Brandenburgliga errangen insgesamt 25 verschiedene Vereine den Landesmeistertitel. Zu den erfolgreichsten Vereinen der Liga gehören demnach der 1. FC Frankfurt mit vier Landesmeisterschaften sowie der SV Falkensee-Finkenkrug, SV Schwarz-Rot Neustadt (Dosse), SV Germania 90 Schöneiche, FSV Optik Rathenow und Ludwigsfelder FC mit jeweils zwei Landesmeisterschaften.
Die Vereine SV Schwarz-Rot Neustadt (Dosse), Märkischer SV 1919 Neuruppin und der SV Grün-Weiß Brieselang schafften es als direkter Aufsteiger die Landesmeisterschaft zu gewinnen.

### Liste der Meister
- 1990/91:  FSV PCK Schwedt
- 1991/92:  FSV Optik Rathenow
- 1992/93:  SV Schwarz-Rot Neustadt (Dosse)
- 1993/94:  SV Motor Eberswalde
- 1994/95:  SG Bornim
- 1995/96:  SV Babelsberg 03
- 1996/97:  Frankfurter FC Viktoria 91
- 1997/98:  FC Energie Cottbus II
- 1998/99:  Brandenburger SC Süd 05
- 1999/00:  SV Schwarz-Rot Neustadt (Dosse)
- 2000/01:  Märkischer SV 1919 Neuruppin
- 2001/02:  SG Eintracht Oranienburg
- 2002/03:  Frankfurter FC Viktoria 91
- 2003/04:  Ludwigsfelder FC
- 2004/05:  SV Falkensee-Finkenkrug
- 2005/06:  SV Germania 90 Schöneiche
- 2006/07:  FSV Optik Rathenow
- 2007/08:  SV Falkensee-Finkenkrug
- 2008/09:  FSV 63 Luckenwalde
- 2009/10:  SV Altlüdersdorf
- 2010/11:  FSV Union Fürstenwalde
- 2011/12:  SG Blau-Gelb Laubsdorf
- 2012/13:  FC Strausberg
- 2013/14:  SV Germania 90 Schöneiche
- 2014/15:  1. FC Frankfurt
- 2015/16:  SV Grün-Weiß Brieselang
- 2016/17:  VfB 1921 Krieschow
- 2017/18:  Ludwigsfelder FC
- 2018/19:  SV Victoria Seelow
- 2019/20: kein Meister ausgespielt[1]
- 2020/21: kein Meister ausgespielt[2]
- 2021/22:  1. FC Frankfurt
- 2022/23:  TuS 1896 Sachsenhausen
- 2023/24:  SV 1908 Grün-Weiß Ahrensfelde
- 2024/25:  SG Union Klosterfelde
- 2025/26:

### Statistik
| Verein | Verein                          | Titel | Saison                             |
| ------ | ------------------------------- | ----- | ---------------------------------- |
|        | 1. FC Frankfurt                 | 4     | 1996/97, 2002/03, 2014/15, 2021/22 |
|        | SV Falkensee-Finkenkrug         | 2     | 2004/05, 2007/08                   |
|        | SV Schwarz-Rot Neustadt (Dosse) | 2     | 1992/93, 1999/00                   |
|        | SV Germania 90 Schöneiche       | 2     | 2005/06, 2013/14                   |
|        | FSV Optik Rathenow              | 2     | 1991/92, 2006/07                   |
|        | Ludwigsfelder FC                | 2     | 2003/04, 2017/18                   |
|        | SG Eintracht Oranienburg        | 1     | 2001/02                            |
|        | Brandenburger SC Süd 05         | 1     | 1998/99                            |
|        | SV Altlüdersdorf                | 1     | 2009/10                            |
|        | FSV Union Fürstenwalde          | 1     | 2010/11                            |
|        | SV Motor Eberswalde             | 1     | 1993/94                            |
|        | Märkischer SV 1919 Neuruppin    | 1     | 2000/01                            |
|        | SG Blau-Gelb Laubsdorf          | 1     | 2011/12                            |
|        | FC Strausberg                   | 1     | 2012/13                            |
|        | FSV 63 Luckenwalde              | 1     | 2008/09                            |
|        | FSV PCK Schwedt                 | 1     | 1990/91                            |
|        | SV Babelsberg 03                | 1     | 1995/96                            |
|        | SG Bornim                       | 1     | 1994/95                            |
|        | FC Energie Cottbus II           | 1     | 1997/98                            |
|        | VfB 1921 Krieschow              | 1     | 2016/17                            |
|        | SV Grün-Weiß Brieselang         | 1     | 2015/16                            |
|        | TuS 1896 Sachsenhausen          | 1     | 2022/23                            |
|        | SV Victoria Seelow              | 1     | 2018/19                            |
|        | SV 1908 Grün-Weiß Ahrensfelde   | 1     | 2023/24                            |
|        | SG Union Klosterfelde           | 1     | 2024/25                            |

| Landkreis          | Titel | Vereine                                                                               |
| ------------------ | ----- | ------------------------------------------------------------------------------------- |
| Oder-Spree         | 7     | 1. FC Frankfurt (4), SV Germania 90 Schöneiche (2), FSV Union Fürstenwalde (1)        |
| Havelland          | 5     | FSV Optik Rathenow (2), SV Falkensee-Finkenkrug (2), SV Grün-Weiß Brieselang (1)      |
| Potsdam-Mittelmark | 3     | SV Babelsberg 03 (1), Brandenburger SC Süd 05 (1), SG Bornim (1)                      |
| Spree-Neiße        | 3     | FC Energie Cottbus II (1), VfB 1921 Krieschow (1), SG Blau-Gelb Laubsdorf (1)         |
| Teltow-Fläming     | 3     | Ludwigsfelder FC (2), FSV 63 Luckenwalde (1)                                          |
| Oberhavel          | 3     | TuS 1896 Sachsenhausen (1), SV Altlüdersdorf (1), SG Eintracht Oranienburg (1)        |
| Barnim             | 3     | SV Motor Eberswalde (1), SV 1908 Grün-Weiß Ahrensfelde (1), SG Union Klosterfelde (1) |
| Ostprignitz-Ruppin | 2     | Märkischer SV 1919 Neuruppin (1), SV Schwarz-Rot Neustadt (Dosse) (1)                 |
| Märkisch-Oderland  | 2     | FC Strausberg (1), SV Victoria Seelow (1)                                             |
| Uckermark          | 1     | FSV PCK Schwedt (1)                                                                   |

## Auf- und Absteiger
Die Zusammensetzung der Brandenburgliga ändert sich jedes Spieljahr durch den Abstieg der letztplatzierten Vereine, die im Gegenzug durch die besten Mannschaften der darunterliegenden Landesliga Nord und Süd ersetzt werden. Die genaue Anzahl der Absteiger variiert anhand der möglichen Absteiger aus der übergeordnete Fußball-Oberliga Nordost.
| Rang | Verein | Verein                          | Aufstiege | in den Jahren          |
| ---- | ------ | ------------------------------- | --------- | ---------------------- |
| 1.   |        | 1. FC Frankfurt                 | 4         | 1997, 2003, 2015, 2022 |
| 2.   |        | SV Falkensee-Finkenkrug         | 2         | 2005, 2008             |
| =    |        | SV Schwarz-Rot Neustadt (Dosse) | 2         | 1993, 2000             |
| =    |        | SV Germania 90 Schöneiche       | 2         | 2006, 2014             |
| =    |        | FSV Optik Rathenow              | 2         | 1992, 2007             |
| =    |        | Brandenburger SC Süd 05         | 2         | 1999, 2008             |
| =    |        | Ludwigsfelder FC                | 2         | 2004, 2018             |
| =    |        | SV Victoria Seelow              | 2         | 2015, 2019             |
| =    |        | Märkischer SV 1919 Neuruppin    | 2         | 2001, 2021             |

| Rang | Verein | Verein                              | Abstiege | in den Jahren    |
| ---- | ------ | ----------------------------------- | -------- | ---------------- |
| 1.   |        | FC 98 Hennigsdorf                   | 3        | 1996, 2005, 2015 |
| 2.   |        | Oranienburger FC Eintracht 1901     | 2        | 2004, 2010       |
| =    |        | FSV Union Fürstenwalde              | 2        | 1996, 2006       |
| =    |        | Märkischer SV 1919 Neuruppin        | 2        | 1991, 2008       |
| =    |        | FSV Glückauf Brieske-Senftenberg    | 2        | 2003, 2011       |
| =    |        | FC Schwedt 02                       | 2        | 2010, 2013       |
| =    |        | Eisenhüttenstädter FC Stahl         | 2        | 2007, 2013       |
| =    |        | SV Stahl Finow                      | 2        | 1993, 1996       |
| =    |        | TSG Rot-Weiß Fredersdorf/Vogelsdorf | 2        | 1993, 2002       |
| =    |        | SV Schwarz-Rot Neustadt (Dosse)     | 2        | 2009, 2017       |
| =    |        | BSG Stahl Brandenburg               | 2        | 2006, 2018       |
| =    |        | Breesener SV Guben Nord             | 2        | 2009, 2018       |
| =    |        | SC Eintracht Miersdorf/Zeuthen      | 2        | 2018, 2022       |

| Rang | Verein | Verein                              | Aufstiege | in den Jahren    |
| ---- | ------ | ----------------------------------- | --------- | ---------------- |
| 1.   |        | FC 98 Hennigsdorf                   | 3         | 1994, 1997, 2012 |
| =    |        | Oranienburger FC Eintracht 1901     | 3         | 1991, 2006, 2013 |
| =    |        | FSV Union Fürstenwalde              | 3         | 1991, 1998, 2008 |
| =    |        | SC Eintracht Miersdorf/Zeuthen      | 3         | 2012, 2019, 2025 |
| 2.   |        | FC Schwedt 02                       | 2         | 2003, 2012       |
| =    |        | Breesener SV Guben Nord             | 2         | 2002, 2010       |
| =    |        | SV Schwarz-Rot Neustadt (Dosse)     | 2         | 1992, 2015       |
| =    |        | Ludwigsfelder FC                    | 2         | 1997, 2016       |
| =    |        | Märkischer SV 1919 Neuruppin        | 2         | 2000, 2009       |
| =    |        | SV Grün-Weiß Lübben                 | 2         | 2007, 2017       |
| =    |        | RSV Eintracht 1949                  | 2         | 2014, 2019       |
| =    |        | TSG Rot-Weiß Fredersdorf/Vogelsdorf | 2         | 1992, 2001       |
| =    |        | FSV Glückauf Brieske-Senftenberg    | 2         | 1996, 2009       |
| =    |        | BSG Stahl Brandenburg               | 2         | 1996, 2009       |
| =    |        | Eisenhüttenstädter FC Stahl         | 2         | 2008, 2014       |
| =    |        | SV Germania 90 Schöneiche           | 2         | 1999, 2022       |
| =    |        | SG Fortuna Babelsberg               | 2         | 1995, 2023       |
| =    |        | SV Altlüdersdorf                    | 2         | 1999, 2024       |
| =    |        | BSC Preußen 07 Blankenfelde-Mahlow  | 2         | 2018, 2024       |

## Torschützenkönige
| Saison  | Nat                     | Spieler                        | Verein                                             | Tore |
| ------- | ----------------------- | ------------------------------ | -------------------------------------------------- | ---- |
| 1990/91 |                         |                                |                                                    |      |
| 1991/92 |                         |                                |                                                    |      |
| 1992/93 |                         |                                |                                                    |      |
| 1993/94 |                         |                                |                                                    |      |
| 1994/95 |                         |                                |                                                    |      |
| 1995/96 |                         |                                |                                                    |      |
| 1996/97 |                         |                                |                                                    |      |
| 1997/98 | Deutschland             | Heiko Gajewski                 | FSV Glückauf Brieske-Senftenberg                   | 25   |
| 1998/99 |                         |                                |                                                    |      |
| 1999/00 |                         |                                |                                                    |      |
| 2000/01 | Deutschland             | Lars Posorski                  | FC Stahl Brandenburg                               | 23   |
| 2001/02 | Deutschland             | Dirk Nimscholz                 | SV Falkensee-Finkenkrug                            | 30   |
| 2002/03 | Deutschland Deutschland | Thomas Bleck Andreas Schiemann | Frankfurter FC Viktoria 91 SV Falkensee-Finkenkrug | 25   |
| 2003/04 | Deutschland             | Georg Froese                   | Ludwigsfelder FC                                   | 31   |
| 2004/05 | Deutschland Kroatien    | Michael Starck Sinisa Kek      | FSV CM Veritas-Wittenberge SV Altlüdersdorf        | 23   |
| 2005/06 | Deutschland             | Nico Wendlandt                 | FC Schwedt 02                                      | 24   |
| 2006/07 | Deutschland Deutschland | Nico Wendlandt Patrick Scholz  | FC Schwedt 02 FSV Optik Rathenow                   | 21   |
| 2007/08 | Deutschland Deutschland | Georg Froese Andreas Fricke    | SV Falkensee-Finkenkrug Brandenburger SC Süd 05    | 25   |

| Saison      | Nat                     | Spieler                      | Verein                                        | Tore |
| ----------- | ----------------------- | ---------------------------- | --------------------------------------------- | ---- |
| 2008/09     | Deutschland             | Nico Wendlandt               | FC Schwedt 02                                 | 17   |
| 2009/10     | Deutschland             | Timur Binerbay               | SV Altlüdersdorf                              | 23   |
| 2010/11     | Deutschland             | Sven Kubis                   | SG Blau-Gelb Laubsdorf                        | 32   |
| 2011/12     | Deutschland             | Tom Hagel                    | FC Strausberg                                 | 29   |
| 2012/13     | Deutschland             | Christian Schlegel           | FV Preussen Eberswalde                        | 22   |
| 2013/14     | Deutschland             | Pierre Kruber                | SV Victoria Seelow                            | 21   |
| 2014/15     | Deutschland             | Andor Müller                 | TuS 1896 Sachsenhausen                        | 23   |
| 2015/16     | Deutschland             | Patrick Richter              | SV Grün-Weiß Brieselang                       | 26   |
| 2016/17     | Deutschland             | Andy Hebler                  | VfB 1921 Krieschow                            | 41   |
| 2017/18     | Deutschland             | Paul Döbbelin                | TuS 1896 Sachsenhausen                        | 24   |
| 2018/19     | Kamerun                 | Chinonso Solomon Okoro       | FV Preussen Eberswalde                        | 20   |
| 2019/20     | Deutschland             | Patrick Richter              | Werderaner FC Viktoria 1920                   | 23   |
| 2020/21     | Deutschland             | Romano Lindner               | SV Grün-Weiß Lübben                           | 13   |
| 2021/22     | Deutschland             | Patrick Richter              | Werderaner FC Viktoria 1920                   | 39   |
| 2022/23     | Deutschland             | Ceif Ben-Abdallah            | FV Preussen Eberswalde                        | 24   |
| 2023/24     | Deutschland Deutschland | Tim Dethloff Patrick Richter | SG Fortuna Babelsberg Brandenburger SC Süd 05 | 25   |
| 2024/25     | Deutschland             | Aaron Marcel Weber           | SV Germania 90 Schöneiche                     | 24   |
| 2025/26     |                         |                              |                                               |      |
| Rekordmarke |                         |                              |                                               |      |